# نغر اليمن
نغر اليمن او نعار اليمن (الاسم العلمي: Crithagra menachensis) هو طير من عائلة الشرشوريات. يعيش في عمان والسعودية واليمن. كان يُصنف سابقًا ضمن جنس النغر.

## علم تطور السلالات
تم تحصيله بواسطة أنطونيو أرنايز-فيلينا وغيرهم.